# Oldfjällen
Oldfjällen er et bjergområde i nærheden af Jovnevaerie sameby i Offerdals sogn, Krokoms kommun, Jämtland i Sverige. Området ligger mellem Sösjöfjällen i Kalls socken, Åre kommun, og Stenfjällen. 
Den mest kendte fjeldtop i området er Oldklumpen, 879 meter over havet. Andra toppe i området er Lappluvan, Himmelsraften og Stuore-Tjåure. Den højeste bjergtop i området er Makkene, der er 1.266 moh. og ligger tæt ved den norske grænse.
I Oldfjällen ligger et stort antal søer blandt andre Övre Oldsjön, Korsvattnet, Stensjön, Långvattnet, Stora Mjölkvattnet, Burvattnet, Björkvattnet og Bielrejaure.
Oldfjällen har fået sit navn fra den nærliggende by Olden. Der findes flere fund fra tidligere tiders samebopladser i området.

## Eksterne kilder og henvisninger
- Wikimedia Commons har flere filer relateret til Oldfjällen
- Information om Svenskådalens naturreservat, Länsstyrelsen i Jämtlands län
- Information om Grubbdalen, Länsstyrelsen i Jämtlands län
- Oldklumpen, Bildarkivet Jamtli Arkiveret 10. januar 2022 hos  Wayback Machine

63°42′N 13°38′Ø / 63.700°N 13.633°Ø